# Aleš Foldyna
Aleš Foldyna (* 11. října 1967) je bývalý český fotbalista, záložník.

## Fotbalová kariéra
V československé lize hrál za Duklu Praha. Nastoupil ve 128 ligových utkáních a dal 18 gólů. V Poháru vítězů pohárů nastoupil ve 4 utkáních a dal 1 gól a v Poháru UEFA nastoupil ve 2 utkáních a dal 1 gól. Vítěz Československého poháru 1990.

## Ligová bilance
| Ročník                                   | Zápasy | Góly | Klub        |
| ---------------------------------------- | ------ | ---- | ----------- |
| 1. československá fotbalová liga 1987/88 | 14     | 3    | Dukla Praha |
| 1. československá fotbalová liga 1988/89 | 28     | 5    | Dukla Praha |
| 1. československá fotbalová liga 1989/90 | 25     | 2    | Dukla Praha |
| 1. československá fotbalová liga 1990/91 | 29     | 3    | Dukla Praha |
| 1. československá fotbalová liga 1991/92 | 26     | 4    | Dukla Praha |
| 1. československá fotbalová liga 1992/93 | 6      | 1    | Dukla Praha |
| CELKEM                                   | 128    | 18   |             |